# Barclayville
Barclayville är en regionhuvudort i Liberia.   Den ligger i regionen Grand Kru County, i den sydöstra delen av landet, 300 km sydost om huvudstaden Monrovia. Barclayville ligger 95 meter över havet och antalet invånare är 2 733.
Terrängen runt Barclayville är huvudsakligen platt. Barclayville ligger uppe på en höjd. Runt Barclayville är det ganska glesbefolkat, med 43 invånare per kvadratkilometer. Det finns inga andra samhällen i närheten. I omgivningarna runt Barclayville växer i huvudsak städsegrön lövskog.